# テイルズ オブ ハーツ
『テイルズ オブ ハーツ』（TALES OF HEARTS、略称：TOH / ハーツ）は、2008年12月18日にバンダイナムコゲームスから発売されたニンテンドーDS用RPG。

## 概要
『テイルズ オブ』シリーズの1つ。シリーズ初の試みとして、劇中でProduction I.Gによるアニメーションムービーが流れるアニメムービーエディションと、白組によるCGムービーが流れるCGムービーエディションが同日発売された（ムービー以外のゲーム内容は同一）。戦闘システムは評価の高かったPS2版『テイルズ オブ デスティニー』のものを踏襲している。公称ジャンル名は「心と出会うRPG」。
本作品では「心」を主軸に描いており、ストーリーはヒロインのコハクの砕け散ってしまったスピリア（本作における心の名称）を取り戻す前半と、世界を救うべく奔走する後半の二部構成となっている。また、作中には『テイルズ オブ デスティニー』へのオマージュがあちこちに散りばめられているとされる。
2013年3月7日にはリメイク作品『テイルズ オブ ハーツ R』（テイルズ オブ ハーツ アール、TALES OF HEARTS R）がPlayStation Vitaで発売され、同年10月9日から2016年3月31日までiOSでも配信された。パーティーキャラクターの追加やシステムの刷新などが行われ、ムービーはDS版のアニメムービーエディションのものが採用されている。公称ジャンル名は「新たな心と出会うRPG」。北米および欧州ではPS Vita版が2014年11月に発売された。

## ストーリー

### プロローグ
下記の記述はDS版のものであり、リメイク版のPS Vita版とはストーリーの流れや設定が一部が異なる。
小さな漁村に祖父ゼクスと住む少年シングは、ある日浜辺に打ち上げられた2人の兄妹ヒスイとコハクを発見する。意識を取り戻した2人は、ソーマを探しゼクスを訪ねて村にやってきたことをシングに告げる。シングは使われないように隠してあったゼクスのソーマを勝手に持ち出し、母の形見のソーマが奉られている岬の祠に向かうが、そこで謎の魔術師に襲われ、コハクはスピリアにダメージを受け、駆けつけたゼクスも大怪我を負ってしまう。ヒスイは回復術での治療を試みるが、ゼクスの容体は酷く、そのまま命を落としてしまう。
シングはコハクを救うためにスピルリンクを行い、そのコハクのスピリアの中でエメラルドの髪の少女リチアに遭遇するが、突如リチアが姿を消し、同時にコハクのスピリアが砕け散り世界各地へ分散してしまい、コハクは感情を失ってしまう。ヒスイに責められながらも自分の手でコハクのスピリアを元に戻すことを決意したシングは、2人と共に初めて村の外へ旅立つ。
村の外に出たシングたちは、運び屋のイネス、自称天才画家のベリル、機械人クンツァイトらを仲間にし、スピルーンを狙う結晶騎士カルセドニーと敵対しながら、コハクのスピルーンが元で起こった事件を解決し、スピルーンを回収していく。その旅の中で、シング達はかつてリチアが犯した罪、そして世界に迫りつつある脅威と向き合うことになる。

## システム

### 戦闘システム
PS2版『テイルズ オブ デスティニー』の戦闘システム「AR-LMBS」を進化させた、「コンビネーションエアーリアル・リニアモーションバトルシステム (CNAR-LMBS) 」が採用されている。
タッチパネルに術技を設定し、タッチすることで発動時間をショートカットするだけでなく、戦闘に参加していないパーティーキャラクターの術技を設定することで援護キャラクターとして使用できるのが特徴である。また、戦闘参加キャラクターと不参加キャラクターの特定の技の組み合わせにより、強力な「合体技」が発動する。他にも、特定の条件を満たすことでシリーズ作品のパーティーキャラクターや他のナムコ製ゲームのキャラクターも援護キャラクターとして登場する。
EG（エモーショナルゲージ）
PS2版『テイルズ オブ デスティニー』のCC（チェイン・キャパ）を発展させたパワーソース。通常攻撃や移動、術技の使用により減少し、攻撃がクリティカルヒットした時や防御時、戦闘終了時などにステータスの回復量に応じ回復する。ただし、一定以上溜まると受けるダメージが増えたりするため、状況に応じた使用が求められる。CC同様に戦闘中のみに限定され、移動中の術技使用は不可能になっている。
CG（コンビネーションゲージ）
各戦闘キャラクターごとに設定されているパワーソース。EG消費行動をとることにより少量回復する。戦闘参加中の他キャラクターへの術技使用命令は行動を行うキャラクターのCGが消費され、不参加キャラクターの援技を使用する際には操作キャラクターのCGが消費される。CGの最大値はEGと等しい。

#### エンカウント
シンボルエンカウントを採用しており、フィールド上に存在する敵シンボルに触れると戦闘になる。敵シンボルは基本的に黒だが、稀に希少種と呼ばれる色付きの敵シンボルが存在し、接触すると通常より強い1ランク上の戦闘になる。希少種には青・赤・黄の3色が存在し、希少種との戦闘に勝つと青はアイテム（×3）、赤は経験値（×3）、黄はガルド（×3）を多く獲得することができる。

### ソーマ
本作に登場する武器。用語としての解説は後述。各パーティーキャラクター毎に固有のソーマを持ち、付け替えは不可能。本作ではソーマ以外の武器は登場せず、「素材」と呼ばれるアイテムを消費してソーマを強化する「ソーマビルド」を行い新たなスキルを習得する必要がある。スキルは4種類に分類され、能力を向上させるパラメータスキル、コマンドにより特殊アクションを発動するアクションスキル、特殊効果を付加するサポートスキル、技を覚えるバトルスキルがある。ソーマビルドが一定量に達するとソーマを次の形態に進化（ソーマエボルブ）できるようになる。エボルブはパラメータ＆サポートスキル重視、パラメータ＆バトルスキル重視、サポート&バトルスキル重視の3種類が存在する。ただし、一部を除き戦闘でのエフェクトに変化はない。
キャラクター同士には「ソーマリンク値」が設定されており、シナリオの進行などで変動する。ソーマリンク値が高くなると新たなスキルを習得できる。

### その他の要素
治癒石（ちゆせき）
従来の料理に代わる回復システム。「ヒールエナジー」というエネルギーを消費して戦闘中、戦闘後、移動中にHPを回復することができる。「ヒールエナジー」はショップで購入、または宝箱などから入手して補充し、ショップでは発動条件や補助効果の追加、回復量の指定、使用可能回数の増加を行うことができる。
ソーサラーリング
火の玉を飛ばす（エナジーショット）、障害物の破壊（エナジーブロウ）、対象を引き寄せ、離れた地点への移動（エナジーウィップ）などの機能がある。更に『テイルズ オブ シンフォニア』の様にシンボル状態の敵にエナジーショットを当てることで、僅かな時間動きを停止させ戦闘を回避することが出来るのに加え、逆にエナジーウィップを当てることで敵を引き寄せすぐに戦闘を開始できる。

## 世界観・設定
作中において「心」や「感情」は「スピリア」という名称となっており、「スピリアに命じろ」「スピリアの友」など「心」という言葉の代わりに使われる。スピリアは「スピルーン」という、人の意志の核となる結晶によって形作られている。スピルーンの形状は人によって異なり、コハクのものは花のような形になっている。スピルーンはスピリアの迷宮「スピルメイズ」に収められており、スピルメイズには「スピルリンク」を行うことで侵入可能。最深部では口を閉ざしたり、スピリアを開かない相手の本音を聞くこともできる。スピルーンが全部無くなってしまうとスピルメイズ自体が段々狭くなり、最終的には消えてしまう。強い思いが込められた物体にもスピルメイズが存在していることがある。
本作では2つの世界「結晶界（クォーティア）」と「原界（セルランド）」が存在し、それぞれの住人は「結晶人（クォート）」、「原界人（セルレイド）」と呼ばれる。結晶人はスピリアを自由に分離できる程の文明の発達を果たしており、精神寿命に肉体を合わせることで数千年の寿命を得たが、代償にスピリアのバランスを崩してしまい、持て余した人生の時間を戦争を賭け事にして楽しむような人の道にもとった行為をするようになった。この戦争でゼロムという兵器が生み出された。ゼロムは人のスピリアに侵入してスピリアを喰い荒らし、己の感情を抑えきれず暴走してしまう状態「デスピル病」を引き起こす。スピリアをゼロムに食い尽くされると肉体が白い結晶と化す「白化」という状態となる。ゼロムの開発には原界人が利用されていた。
このような戦争や原界人への支配を憂いた結晶人フローラ・スポデューンは、世界平和のための計画「いばらの森計画」を立案する。それは人同士のスピリアを繋げる道具「ソーマ」を作り出し、それによって全ての人が分かり合えるようになるというものだった。同じく結晶人のクリード・グラファイトは巨大ゼロム「ガルデニア」により人々から争いの思念を取り除く「ガルデニア計画」を立案・実行するが、ガルデニアの暴走により結晶人は皆スピリアを食い尽くされ白化することとなった。
物語の舞台となるのはそれから2000年後、統一国家「マクス帝国」が統治する原界である。ソーマは強力な武具として原界人に用いられ、結晶界は「白い月」、ガルデニアは「黒い月」と呼ばれ、その本来の姿は忘れ去られていた。

### 用語
ソーマ
古代の技術で作られた、念じることで持ち主の気持ちを反映させ、力を発揮する武具。使用者のスピリアを具現化するため、武器としての形は同一のソーマであっても個々で異なる。現在では殆どが教会に没収されており、民間に出回っているものはごく僅かである。ストーリー終盤ではある理由から殆どのソーマが破壊されシング一行の持つソーマのみが残される。
初期設定では「想魔」という会話もできる魔物だった。
ソーマリンク
ソーマ使い同士が強い絆で結ばれ、そのソーマの間に光が生まれること。これでソーマを通して相手の安否や大まかな居場所がわかるようになり、一方としかリンクしていない者でも中継することで知覚が可能。俗に「ソーマがつながる」と言う。
スピリア
作中における「心」や「感情」の名称。「スピリアに命じろ」「スピリアの友」など「心」という言葉の代わりに使われる。
スピルーン
スピリアを形作る結晶のような物。司る感情によって色が違う。まとめて花のような形になっている。
スピルメイズ
スピルーンが収められているスピリアの迷宮。ソーマを持つ者は「スピルリンク」してその中に入ることができる。最深部では口を閉ざしたり、スピリアを開かない相手の本音を聞くこともできる。スピルーンが全部無くなってしまうとスピルメイズ自体が段々狭くなり、最終的には消えてしまう。
また、強い思いが込められた物体にもスピルメイズが存在していることがある。
思念術
思念の力を具現化させて使用できる魔法。結晶人は問題なく使えるが、原界人はソーマを介さなければ使用不可。
デスピル病
人間などが己の感情を抑えきれず、暴走してしまう状態。原界で治療するためにはスピルリンクして直接スピリアの中で原因を見つけ解決するしかなく、ソーマが必要不可欠。
ゼロム
おとぎ話で言う「夢を喰う魔物」。人のスピリアに侵入し、スピリアを喰い荒らす魔物。その正体は、結晶人が創り出した生物兵器。デスピル病の主な原因でもある。
ゼロム憑依
特定の感情のスピリアに寄生したゼロムの力によって理性を失い、暴走すること。身体能力が格段に強化されるが、あまり長時間続けると白化してしまう。また、理性を保ったままの高レベル憑依もある。
ゼロム融合
実体化したゼロムと合体し強大な力を得ることができる。だが、スピリアによっては理性を失い、憑依状態と同じように暴走してしまう。
救世システムガルデニア
おとぎ話の中で言う「黒い月」。正体は星並に成長した巨大な女王ゼロム。クリードが結晶人のスピリアを操作するために発案した「ガルデニア計画」の核として生み出された。現在はフローラのスピリアによって封印されている。幼生体の状態でジャックシードから結晶界の空に転送された際は小惑星級の大きさだったが、結晶界の全スピリアを吸収した現在では5000km以上にも及ぶ大きさに成長した。なお、外殻部にはガルデニアのデータを記録し、結晶界に伝達する観測基地ラプンツェルが築かれている。
白化
スピリアをゼロムに食い尽くされるか精神が寿命に達することにより、肉体が白い結晶と化してしまうこと。一度始まった白化から回復した事例はなく、実質的には死亡に等しい。
バレイア教
ラブラド・アーカムが旧バレイア教から独立して作った、リチアを崇拝する宗教。旧バレイア教は「リチア教」と呼ばれていた。
結晶界（クォーティア）
おとぎ話でいう「白い月」。「ガルデニア計画」におけるガルデニアの起動によって結晶人ごと白化してしまった。
この世界から見たシングたちの世界は原界（セルランド）といい、原界とは同じように生命が発達した双子星という関係。文明的には数千年単位で原界よりも進んでいる状態。
結晶人（クォート）
高度な文明を持ち繁栄を極めた思念術を操る結晶界に住んでいた人類。ソーマを作ったのも彼等で、ソーマ無しでもスピルリンクすることができる。原界人とは体の構造が根本的に異なり、全体的な体重も重く、水に沈んでしまう。スピリアを自由に分離できる程の文明の発達を果たした。
精神寿命に肉体を合わせることで数千年の寿命を得たが、代償にスピリアのバランスを崩してしまい、持て余した人生の時間を戦争を賭け事にして楽しむような人の道にもとった行為をするようになってしまった。
約2000年前に暴走したガルデニアの力で結晶人は皆スピリアを食い尽くされ白化してしまったが、事前に肉体とスピリアを分離させていたクリードとリチアは生き延びることができた。
機械人
結晶人が創り出した人造人間。あらかじめ人格をプログラムされた擬似スピリアを持つ。守護機士は結晶人の護衛等の目的で開発された存在であり、機能に応じ、擬似スピリアを持たない単純作業用II - X型（ナンバーズ）、擬似スピリアを搭載したクンツァイトら汎用ジャック型、特殊チューンを加えて強化したインカローズらクイーン型、人型をとらないキング型、研究・探査用のコランダームらジョーカー型、単に戦闘目的で作られたクロアセラフ・クリノセラフらエース型が存在する。
機動結晶城サンドリオン
おとぎ話の中で言う「いばらの森」。正体は巨大なソーマで、思念術と羽で空を飛ぶことができる。外見はクジラに羽が生えたような形をしている。クリード復活後は彼らの本拠地、移動手段として使われる。機動キーはリチア。
絆の翼リアンハイト
カルセドニーのソーマ「バルハイト」が特殊エボルブした、サンドリオン同様の大型飛行ソーマ。DS版ではソーマが元に戻らないためカルセドニーもパーティーを離脱し、操作はリチアが担当したが、PS Vita版では元のバルハイトとの切り替えができるようになり、カルセドニーが従来通り使用する。

## 登場人物
一部の人物の名前が鉱石の名が由来になっている。

### 主要人物
シング・メテオライト (Shing Meteoryte)
声 - 柿原徹也
16歳 / 身長167cm / 体重54kg / 一人称：オレ
本作の主人公。素直な熱血漢で好奇心が旺盛だが、向こう見ずで危なっかしく、無茶な行動が多い。そのためベリルからは「ノーテン菌」と呼ばれることも。口癖は「ガンドコ行こう！」で、他のメンバーも度々用いるようになる。生まれてから故郷の外に出たことがなかったため世間知らず。年相応に言動は子供っぽく、教会では「コハクの足にどうしても目が行ってしまう」と助平ぶりを懺悔している。また、危険が迫っていたとはいえ女湯に単身突撃した経験があり、サブイベントでは3度以上覗きを試みるなど「ケダモノ」と称されている。
海岸で倒れていたコハクに一目惚れし、インカローズによってデスピル病に侵されたコハクを助けにリンクするも、最奥部にて感情を爆発させてしまい、中にいたリチアによってコハクのスピルーンが四散、その結果感情を失ったコハクを元に戻すため旅に出る。シングのスピリアの中にはクリードがリチアと同じように閉じ込められており、シングの憎しみの想いが強くなることで封印が解けるようになっていた。だが祖父に瀕死の重傷を負わせ仲間を害したインカローズへの憎悪は徐々に強くなっていき、シルバの死を引き金についに爆発。封印が解けたクリードは復活し、シング自身は一時的に肉体を乗っ取られてしまう。仲間と合流した後はクリードの封印を解いてしまったことに罪悪感を覚え、現実からも逃げようとしたが、コハクの説得もあって立ち直る。
終盤に飛行ソーマ・リアンハイトを得てサンドリオンに突入しクリードと相対するものの、仲間たちと共に結晶界へと飛ばされてしまう。そこから結晶都市ワンダリデル、希望の塔ジャックシードを経由してガルデニアに到達。最奥部のコアドームにて、コア及びガルデニアのスピリアと一体化したクリードと激突する。ガルデニア崩壊の際はクリードも共に外へ逃がそうとするが結局叶わず、彼の為に涙を零す場面も見受けられた。
ソーマは左腕に装備したガントレット状の本体から生じる剣「アステリア」。エボルブ形態は星や星座の名前が使われているものが多い。主な思念属性は光（PS Vita版では光と雷に区分されている為か、雷となっている）。固有ソーマビルドは「純真」。祖父直伝の剣術やソーマの特性を生かした多彩な攻撃を可能とする。思念術は使えない。
名前の由来はメテオライト。また、ファーストネームの「シング」は、「“心”を“具”えている」という意味で名付けられた。
コハク・ハーツ (Kohak Hearts)
声 - 井上麻里奈
モーションアクター - 大黒優美子
17歳 / 身長158cm / 体重45kg / 一人称：わたし
本作のヒロイン。シングから「今まで会った中で一番かわいい」と評されるほどの器量と、いじめや喧嘩が大嫌いな信条を持っているが、非常に活発で好戦的で、かなり足癖が悪い。着痩せするタイプ。素で喋るともの凄く訛る（兄であるヒスイやリチアも同様）。ミソとイカが大好物であり、特に好きなものはサクランボが入ったお焦げ付きのミソ焼きおにぎり。「マイミソ」を所持しており、食べられるものならば何にでもミソをつけて食べる。
ソーマを求める旅の最中シングと出会い、彼の案内のもと岬の祠へ向かった際、インカローズの襲撃を受けスピリアにダメージを負う。その回復を図るためにシングがコハクのスピリアにスピルリンクを行うが、結果として彼女のスピリアは砕け散り、複数のスピルーンとなって各地に飛散。コハク自身は感情を失ってしまうが、“優しさのスピルーン”だけは彼女の体内に残っており、激昂したヒスイを止める描写も見られた。その後シングやヒスイに連れられる形で旅を始めることになるが、生来の明るさや勇敢さが失われ、旅の開始当初は単調な受け答えしか出来ない状態になっていた。その後各地でスピルーンを回収するにつれ、少しずつ本来の感情を取り戻していく。
シングとは旅を経て段々好意が芽生え、ベリルからはシングとセットで「ノーテン菌コンビ」と呼ばれている。なお、リチアから聞いた話や彼女と交わした約束があったため、スピルーン飛散の大元の原因がシングではないことを事前に知っていた。だが感情が揃っていない当時の彼女は真実を話すことで仲間たちの誹りを受けること、そしてシングに嫌われてしまうことを恐れ、なかなかそのことを打ち明けられずにいた。
昔からリチアを守ろうと必死で、部屋には沢山の使い込まれたトレーニング器具がある。どんなに吹雪の強い日でも、毎日コハクがサンドバッグを蹴る音が村中に響き渡ったという。故郷が極寒地だったため、元々モモヒキ愛好者。彼女が常に素足なのは、旅に出て暖かい世界を知ったことで、素足をさらけ出せることを嬉しく思ったため。
ソーマは左足に装着したアンクレットから生成されるバトン「エルロンド」。エボルブ形態は音楽用語が使われているものが多い。主な思念属性は火。主な物理属性は「打」。固有ソーマビルドは「可憐」。攻撃・回復系の思念術の他、ソーマによる打撃や蹴り技で戦う。秘奥義の「殺劇舞荒拳」は通信教育で会得。旅には序盤から同行するものの、戦闘メンバーとして使用できるのは物語中盤から。仲間になるタイミングはDS版とPS Vita版で異なる。
名前の由来は琥珀。
ヒスイ・ハーツ (Hisui Hearts)
声 - 松風雅也
18歳 / 身長184cm / 体重70kg / 一人称：俺
コハクの兄。ソーマを求めて彼女と共に旅をしており、後にコハクを守るためイネスから人生を担保にソーマを手に入れる。狩りで鍛えた弓の名手で、その腕前はコハク曰く百発七十中。戦闘時には常にゴーグルを付けている。かなり口が悪くシスコン気味な熱血漢。カナヅチで船も苦手。妹であるコハクから「乱暴な兄でごめんなさい」と懺悔されていた。敵や気に入らない相手に対して、その特徴を指して「○○野郎」と呼ぶことがある。
コハクのスピリアを砕いてしまったシングとは仲が悪かったが、旅を続けるうちに打ち解けていき、クリード覚醒直後には罪の意識に苛まれコハクの身を案じるシングを気遣う場面も見られた。シングのコハクに対する想いは許し切っていないが、ラプンツェルでは「コハクを頼む」と告げたり、最後にはシングに「男はハッキリしねぇとダメだ」と言うなど認めているような描写もある。またPS vita版ではシングにキツく当たった自分を殴ってくれと言っていた。
年相応の多感な時期で、その詳細は教会の懺悔室にて色々と明かされることになる。またとあるイベントからリチアのことを気に掛けるようになり、その場の成行きだったとはいえ、リチアとのファーストキスまで経験している。クンツァイトとはそれぞれコハク、リチアを守るという似た目的から息が合う。ソーマを手に入れた経緯からかイネスにはあまり頭が上がらない。
DS版ではリチアに反抗して一人で行動をしていた際、海賊に襲われていた船へ単身で乗り込んで助けに来るシーンや、負傷したリチアを背負って故郷に戻るシーンなどがあったが、PS Vita版ではヒスイ関連のイベントやセリフは大幅に削除・変更されている。
ソーマは両腕に装備された光の矢を放つ二重のボウガンになる籠手型の「ゲイルアーク」。エボルブ形態は鳥の名前が使われているものが多い。主な思念属性は風。主な物理属性は「射」。固有ソーマビルドは「果敢」。鳥の名を冠する弓術の他、攻撃・回復系思念術を使う。PS vita版ではゲイルアークは使用者によって放たれるものが異なる。
名前の由来は翡翠。
イネス・ローレンツ (Innes Lorenz)
声 - 伊藤静
24歳 / 身長168cm / 体重54kg（自称） / 一人称：私
貴重なソーマを商品として売買する運び屋「日々寧日」の社長にして唯一の社員。細い腕からは想像もつかない怪力の持ち主。お金好きでギャンブルにも関心が強い。「胸の大きい美人」だと自負しており、胸のことを武器にしているほど。かなりの大食家にして酒豪。ヘソ（お腹）を常に出しており、それは大食いした後にキツくて苦しくなるのを防ぐため。ベリルからは「プニプニのタプタプ」と比喩されることもある。膨大な荷物の中身の殆どは自分の食料らしい。食べるのが専門で料理は苦手。寝る時は冷え性を気にして常に腹巻装備。
ヒスイのソーマをはじめとして何かとメンバーに交換条件（本人曰く「取引」）をつけては、日々寧日の社員として働かせようとするなど計算高い面がある。基本的な立ち振る舞いは飄々とした様子が目立つが、普段のそれとは異なる厳格な口調で迅速に指示を出し、周りの面々を的確に動かすといった場面も見受けられた。
正体は帝国軍特務部隊少佐で、リチアを手中に収めるべくシングらを監視していた。一度はシルバの命でシングたちの敵になろうとするも、自分を信じてくれたシングらに説得され、上官であるシルバを裏切る。シルバは士官学校時代の先輩で、彼に想いを寄せており、そのため彼のクーデターに加わっていた。シングに説得されるまでは一度もシルバの命令を無視したことがなかった。シルバ亡き後は「自分がラピスを守る」と決め、ストリーガウからラピスのスピルーンを取り返し、サブイベントでは目を覚ましたラピスに、料理が苦手ながら彼女のために好物「三色ピザ」を作り、晴れて「ビギナーママ」になる。PS Vita版では料理スキットによってなかなか上達しない面が描写されている。
ソーマは両足のレガースから取り出す巨大なアックスブレイド「フォルセウス」。エボルブ形態は神の名前が使われているものが多い。主な思念属性は水。主な物理属性は「打」。固有ソーマビルドは「慈愛」。シングと同じく思念術は使えないが、自己強化技と盗み技を習得する。
DS版の戦闘用グラフィックでは、グラマーな体格である事を強調する演出がなされていたが、PS Vita版ではそう言った描写はない。
名前の由来はローレンツ石。
ベリル・ベニト (Beryl Benito)
声 - 千葉紗子
18歳 / 身長148cm（自称155cm、四捨五入で160cmと主張） / 体重38kg / 一人称：ボク
宮廷画家を目指して家を飛び出した自称天才画家。コンプレックスは童顔と低い身長。ニヒルな言動で気取ろうとするが、「おこがましい」を「おこまがしい」と言ってしまうなど、度々単語を言い間違えるため何かと決まらない。自分でも認める通り、基本的には臆病であり、強敵と会うたびにまず逃げ出すことを口にする。コハクのスピルーンを巡る事件に関わり、シングらを題材とした絵を描くため旅に同行する。宮廷画家になるまで戻らないと誓っていた故郷へある事情で戻った際には、コハクと自分を比べて劣等感を抱き、シング達と距離をとるような行動に出る。だが、当のコハクに「ベリルだから一緒がいいんだよ」と告げられたことで吹っ切り、のちにシング達と合流して旅を続けることになった。
プレミア物を徹夜で買いに行ったりするほどの帽子（かぶり物）マニアで、着脱可能なクンツァイトのヘルメットを気にしている。シングとコハクのふたりだけの世界に怒ったり、シングとソーマが繋がってご機嫌になるなど、表にはなかなか出さないが密かにシングに好意を抱いているが、PS Vita版ではシングへの好意が解るイベントが一部カットされている。
先代の皇帝に仕えた宮廷画家シンハラ・ベニトの孫であるが、ほとんど故郷へ戻らなかった祖父に対しいい感情を抱いてはいなかった。だがシンハラの絵の腕そのものは認めており、彼の遺作にならばスピリア及びスピルメイズがあるかもしれない、とシング達を祖父のアトリエへ導く。のちにその絵にはベリルの手によってシンハラの姿が描き足された。決戦後はリチアを題材にした絵本を書くという新たな夢を本人に語っている。
ソーマは帽子に付いたクリスタルから取り出す巨大な絵筆「ティエール」。エボルブ形態は実在の画家や芸術の文化の名前が使われているものが多い。主な思念属性は地（PS Vita版ではガラドが地を補っている為に、思念属性に拘りが無い）。固有ソーマビルドは「活発」。絵の具を利用した思念技と攻撃系・能力を上昇させる補助系思念術を習得する。メンバー中、術攻撃力は最も高いが、HPと物理防御力は最も低い。
名前の由来はベリル、ベニト石。
クンツァイト (Kunzite)
声 - 郷田ほづみ
20歳（外見年齢） / 身長193cm / 体重77kg（装甲除く） / 一人称：自分
2000年以上前に結晶界で作られた汎用ジャック型機械人。リチアの守護機士であり、彼女のためならば自分すらも犠牲にする信念を持つ。機械人で唯一ソーマを発動することができ、それ以外にも、両手を握ると体脂肪率を測れる、キック力やスリーサイズなど相手の身体のデータが取れる、遠方の声が聞き取れる「ステキ機能」など、体中に様々な機能が搭載されている。
鎧・ヘルメットは外すことが可能で、ストーリークリア後に秘奥義を出すと低確率（10％）でヘルメットを脱いでいる状態のカットインを見ることができる。サラサラシャンプーを愛用。温泉ではシングたちとともに入っているが、体は壁で隠れて見られない。機械でありながら毒に侵されたり、呪いにかかったりすることをヒスイにつっこまれるが、本人はごまかすか開き直っている。好きな動物は、時々火を吹く結晶界のペット生物「ブタザルモドキ」。
リチア捜索・護衛を最優先としてプログラムされており、目的のためには人命すら無視することもある（ただし、PS Vita版ではこれらに関するイベントが削除されている）。このために初期は周囲から強い反発を受けておりコハクのことも単に主であるリチアを宿している器としか見ていなかったが、ある出来事をきっかけに和解しコハクに対しても名前で呼ぶようになる。和解後は機械人らしからぬお茶目な部分ものぞかせ、ベリルからは「実は熱血」と言われるようになった。
守護機士の立場としてリチアの意志は絶対であり、たとえ何が起ころうとも最後まで彼女に付き従うという決意を持っている。だが決戦後は直前のヒスイの行動や言葉がきっかけでリチアに「自分の中で生きてほしい」と主の意志を超えた望みを告げた。リチアの方もそれを受け入れたため、地上には戻らず彼女のスピリアと共にある道を選ぶ。
ソーマは通常腕と鎧の背部から出現する2本の副腕「ヴェックス」。エボルブ形態は北欧神話に出てくる言葉が使われているものが多い。主な思念属性は闇。主な物理属性は「斬」。固有ソーマビルドは「忠誠」。歴代シリーズで代表的な「魔神剣」や「虎牙破斬」といった技に加え、攻撃系・能力減退の補助系思念術を使用する。
名前の由来は紫色のリシア（リチア）輝石を表すクンツァイト。DS版とPS Vita版とでは名前のイントネーションが若干異なる。
カルセドニー・アーカム (Calcedny Arcome)
声 - 神谷浩史、藤村歩（幼少期〈ドラマCD〉）
16歳 / 身長162cm / 体重48kg / 一人称：僕・私
結晶騎士団十三番隊の若き隊長。パライバに対して強い忠誠心を見せる。彼女とは許婚の間柄ではあるが、実際は両想い。親しい人物からは「カル（様）」という愛称で呼ばれ、中盤以降シングからもそう呼ばれるようになる。強情で融通の利かない性格だが、ことあるごとにバイロクスを頼っていたり、背がシングより低いことを気にしていたりと、年相応の少年らしさも覗かせる。料理に関しては準備の段階から鍋を壊すなどの一面が見え、本人のやる気はあるが、かつて厨房を爆発させてからペリドットとバイロクスがずっと作ってきたという描写がある。
各地で発生するデスピル病の原因調査のため部下と共に各地を巡っており、コハクのスピルーンを回収することもあったため、その奪取を目的とするシング達とは対立を繰り返した。帝都エストレーガではシング達の持っていたスピルーンの影響を受けてスピリアを暴走させてしまい、その場に居合わせたパライバを巻き込んだことが、後の教会と帝国軍の一戦で帝国側に利用されることになる。なお、その際彼自身もコハクのスピルーンの一つを所有していたことが判明する。のちに聖都プランスールにて決戦に臨み敗北を喫したのち、シング達の実力を認めるとともにスピルーンを返却。その後帝国軍が教会を制圧したことにより投獄され処刑を待つ身となっていたが、バイロクスとペリドット、そしてシング達の助けを借りて窮地を脱し、以降はシング達の旅に同行する。
終盤では自身のソーマを特殊エボルブさせるためシング達と共にバメル火山へ向かうが、別行動となった矢先にインカローズの奇襲を受ける。負傷したペリドットとバイロクスの力も借りてこれを退けるものの、溶岩に阻まれて二人を助けることが出来ないまま、当人らの説得を受けて先へ進みシング達と合流。火山の火口部にて大型飛行ソーマリアンハイトへの特殊エボルブを成功させた。
DS版では特殊エボルブによってバルハイトを失い、後の事をシング達に託して同行者から外れるが、PS Vita版では一時離脱の後にパーティーに復帰する。また、DS版では条件を満たすと援護攻撃キャラクターとして使用できるのみだったが、PS Vita版では中盤で帝国軍が教会を制圧した際に軍に投降しようとするも、その身を案じたバイロクスとペリドットに気絶させられてシング達に託され、2人の想いを無駄にしない為にシング達に協力する形で仲間に加わる。
ソーマは翼と剣を構成する鎧「バルハイト」。稀有な飛行能力を持つ。エボルブ形態はドイツ語の名詞が使われているものが多い。主な思念属性は光と雷で、術技にはDS版での剣術に加え、攻撃系・回復系・能力上昇系の思念術が追加されている。戦闘中は常に飛行しており、空中戦を得意とする。固有ソーマビルドは「衿恃」。
初期設定では、悪役3人組パーティーの1人だった。そこから主人公のライバルの地位まで出世した。
ガラド・グリナス (Galando Grinus)
声 - 石川英郎
45歳 / 身長187cm / 体重88kg / 一人称：俺
PS Vita版から登場する新キャラクター。20年前に妻と娘をデスピル病で失ったことがきっかけで、デスピル病を根絶させる方法を求めてソーマ使いとなった。コハクのデスピル病が特殊なことを一目で見抜いて彼女の治癒が目的に繋がる可能性を見出し、ソーマの使い方を教える事も兼ねて一行に加わる。根本的には気さくで頼れる性格だが、子供が苦しんでいるのを自分の娘と度々重ねてしまい、感情的になってしまうこともある。パーティーメンバーの中では2000年以上生きているクンツァイトを除けば最年長。長年旅を続けていたこともあり、シングやヒスイともすぐに打ち解けている。
その正体は、『テイルズ オブ イノセンスR』に登場したコンウェイやキュキュと同じ異世界トライバースの住民。トライバースゲートクリア後に見る事ができる追加エンディングではトライバースゲートを潜って元の世界へ帰還し、帰還した直後には持っていた自分のソーマを土産として自国の兵士に手渡した（なお、そのエンディングでは兵士の中に軍服を着たキュキュがいる事が確認できる事から、ガラド自身はキュキュの国の人間である事が示唆されている）。
ソーマは両肩当ての本体から取り出す手斧とマチェットの二刀流「アストーレ」。エボルブ形態はイタリア語で動物を意味する単語が使われているものが多い。主な思念属性は地と火で、同属性の攻撃系思念術の他、初級の回復系・補助系の術も使用可能。技はマチェットによる剣技と、動物の名前を冠した斧の投擲技を習得する。このうち斧技は、投げた斧が手元に戻ってくるまでに追加入力をすることで、派生技が発動する。固有ソーマビルドは「剛健」。
リチア・スポデューン (Richea Spodune)
声 - 清水香里
14歳（外見年齢） / 身長149cm / 体重71kg / 一人称：わたくし
原界に伝わるおとぎ話「ねむり姫」のモデルとなった結晶人。結晶人の中でも特に美しいエメラルドの髪の持ち主。クリード・フローラと同じ町で生まれ育った。戦闘には参加しない。2000年前にガルデニアの起動によって結晶界を白化させ、姉のフローラも封印してしまったことを悔いており、ガルデニアが復活した際に対抗できる力を備える為に原界人のスピリアの中を転々と渡り歩き生き続けながらクリードと戦いを繰り広げていた。17年前まではコハクとヒスイの母親アイオラを宿主としていたが、彼女がクリードに倒された際にコハクへと転移し、それ以来コハクに助言を与えながら共に生きてきた。儚げかつ清楚ではあるが芯は強く、一度決めたら絶対に身を引く事はない。
物語序盤にシングと接触した際にコハクのスピリアを砕いてクリードから逃れるが、彼女のスピリアが元に戻ると同時にクリードに補足され、彼の復活と同時に自らも肉体に戻る。以降はクリードの野望を阻止すべく、シング達に同行する。戦闘能力は低いが並外れた思念術の使い手であり、様々な面でシング達のサポートを行う。またクリードが発動した思念結界も一撃で破壊してみせた。決戦後はクンツァイトのスピリアの中で眠りにつく。
イネスに勝るとも劣らない大食漢で、食べることに関するこだわりは並ではない一方、家事は不得意で、皿洗いの手伝いを申し出た時には逆に皿を割ってしまっている。
『テイルズ オブ ザ レイズ』ではプレイアブルキャラクターに昇格。

### バレイア教団
ペリドット・ハミルトン
声 - 野川さくら
結晶騎士で、カルセドニーの部下。流行り病で実の家族を亡くし、教団の孤児院で育った。字は中々の達筆。カルセドニー曰く「おとなしくしていれば貴族令嬢にも負けない」が、性格は大雑把で口も悪い。しかし面倒見の良い姉御肌で、年下のカルセドニーや孤児院の弟・妹分達を思いやる優しさも持ち合わせている。PS Vita版ではイネスやリチアに負けないくらいの大喰らいである。シング達の旅に同行はするが、バイロクスと共に戦闘には加わらない。最後はインカローズの襲撃を受け負傷し、ソーマをカルセドニーに渡し、彼の助けを必要とするシングたちの元に行くよう説得してバイロクスと共に息を引き取った。
ソーマはグローブにはめ込まれた鉱石から出現する剣。戦闘では格闘技の他、火属性の思念術を使用。
バイロクス・バロウズ
声 - 三宅健太
結晶騎士で、カルセドニーの部下。彼の幼少時から世話係をしており、その好みや習慣などを熟知している。縫い物をする際にはカルセドニーが幼少時に好きだったネコのアップリケを未だにつけている。それに対して本人はやや困っていた。最後はインカローズの襲撃を受け、負傷しながらもインカローズを破壊する。しかしそのケガが元で動けず、自分を助けようとするカルセドニーを彼の助けを必要とするシングたちの元に行くよう説得してペリドットと共に息を引き取る。
ソーマは常に背負っている大砲型で、戦闘ではこれによる砲撃の他、水属性の思念術も使用。
ラブラド・アーカム
声 - 松山タカシ
現バレイア教団教主兼結晶騎士団団長。カルセドニーの実父であり、過去にゼクスたちと共に戦った仲間でもあった。その戦いで仲間や妻を失い何もできなかった自分を悔いて権力を求めるようになり、パライバの後見人となって権力を強め、ソーマを集めて帝国軍以上の戦力を持つ結晶騎士団を組織した。しかしその一連の行動の結果、帝国軍との衝突を招いてしまう。
ネックレス（宝玉）型の本体から出現する杖状のソーマを持っているが、インカローズによってその機能はすでに失われている。
ブランエイル、ノワールエイル
PS Vita版にのみ登場。度々パーティー一行の前に立ちはだかる結晶騎士の双子姉妹だが、戦闘にはならない。外見は似ているが、ブランエイルは金髪で、ノワールエイルは銀髪であるなどの違いがある。姉妹で“愛と正義の美少女結晶騎士シュバリエイル”というユニットを組んでいるが、コメディーリリーフの役割が強い。

### 結晶界
クリード・グラファイト (Kreed Grafyte)
声 - 三木眞一郎
本作のラストボス。緋色の髪を持つ結晶人の男で、おとぎ話の『緋色の髪の魔王』の正体。結晶界の平和を望む平和主義者だが、原界人のことは家畜同然に差別している種族主義者でもある。結晶界最高の思念術士であり、リチアの術も彼が教えたもの。2000年前、結晶界の戦乱を終わらせるためにガルデニアを起動させたが、それにより想い人であるフローラを失う。ガルデニアに彼女や他の結晶人のスピリアが保存されていると信じ、原界人を犠牲にしてまでガルデニアを再起動させようとしたためリチアに肉体とスピリアを分離させられ、約2000年に渡り彼女を追っていた。かつての戦いでゼクスたちに追い詰められ、油断したドナを狙い胎内のシングに転移したが、ドナに抑え込まれる形で休眠させられていた。しかし、現代においてインカローズによって激しい憎しみに駆られたシングのスピリアの隙を突き覚醒し、サンドリオンにあった元の肉体に戻り復活を果たす。
復活後はサンドリオンを拠点としてかつての配下を甦らせ、2000年前と同じようにガルデニアによる原界のスピリア吸収によって結晶界を再生させようとする。だが実際はガルデニアが本能のままにスピリアを吸い込み、その大半を喰らいつくしているという現実を知り、さらにガルデニアのスピリアと融合を果たしたことでその感覚さえ共有してしまうこととなる。シング達に敗れた後は崩壊するガルデニアに残り、フローラと共に最期を迎えた。
『ザ レイズ』ではプレイアブルキャラクターに昇格。
インカローズ (Incarose)
声 - 皆川純子
コハクとリチアを執拗に付け狙う、謎の魔道師。通称「インカ」。正体はクリードの守護機士であるクイーン型機械人。専属の守護機士となった時から彼に好意を抱いているが、インカ自身はその好意自体を理解しておらず、同時にクリードからも道具同然としか想われていない。一つのスピリアで複数の機体を操ることができ、機体は全部で七体。特に「本体」という存在はないが、ある程度のダメージを一度に受けた時は一時的に機能を停止する。後に最後の一機がクリノセラフ、クロアセラフのパーツを取り込んでインカローズ・ILLとなるが、最期にはガルデニア転送の鍵としてシングたちに利用され、機能を完全に停止する。PS Vita版では最期の描写が異なり、パーツだけになったクリノセラフとクロアセラフが彼女に抗ったことでガルデニア転送の鍵にされたという展開に変更されている。
名前の由来は彼女の瞳に使われているゼロムストーンの色そのものであり、設計者であるクリードが直々に名付けた。
フローラ・スポデューン (Flora Spodune)
声 - 高橋理恵子
リチアの姉。2000年前の「ガルデニア計画」に反対し、ガルデニアの暴走で混乱するリチアの代わりにガルデニアを自身もろとも封印した。クロアセラフとクリノセラフがリンクして挑んでも勝てないほどの結晶界最強の思念術師の1人で、ソーマの開発者でもある。結晶界では小鳥を飼っていた。クリードがガルデニアとの融合術を発動した際にガルデニアからは解放されるが、崩壊するガルデニアにクリードと共に残ることを選び彼と運命を共にする。
クロアセラフ (Chroa-Seraph)
声 - 遊佐浩二
元はフローラの守護機士だったエース型機械人。通称「ロア」。クリノセラフからも「ロア」の愛称で呼ばれているが、PS Vita版ではこの設定が無くなっている。名づけ親はフローラで、名前のセラフは平和のシンボルであるセラーフ鳥から取られた（クリノセラフも同様）。感情や擬似スピリアが発達していて、恐怖を感じながらもそれを乗り越える強さを持つクンツァイトに強い興味と執着を持っていた。極めて残忍な思考の持ち主で、それ故に危険とみなされて廃棄処分寸前のところをフローラの温情により守護機士となった。しかし彼女への忠誠心は無く、ガルデニア発動後はクリードも殺し、機械人だけの世界を創ろうとしていた。最後はクリノセラフの一撃を受けて機能を停止する。死に際の言葉から、本心ではフローラを慕っていたことがうかがえる。
2本の大剣を装備しており、技と機動力に長けている。クリノセラフ、コランダーム同様、製作者はユウサイト博士。ヒスイからは「緑の刃物野郎」と言われる。
クリノセラフ (Chrino-Seraph)
声 - 津田健次郎
クロアセラフの兄弟機であるエース型機械人。通称「リノ」。クロアセラフからも「リノ」の愛称で呼ばれているが、PS Vita版ではこの設定が無くなっている。擬似スピリアの発達はクロアセラフ程ではないため何者をも恐れず、またクリードを自ら抑えるといった荒行を行う。それ故に主への反抗が危惧されてクロアセラフと共に廃棄処分寸前のところをフローラの温情によって守護機士となった。クロアセラフと違いフローラに強い忠誠心を抱いており、結果的に彼女を悲劇に巻き込んだクリードとリチアの双方を強く憎んでいる。
クロアセラフ、クリノセラフはセットでセラフ兄弟、ダブルセラフ等と呼ばれることもあり、互いにリンクドライブモード（ソーマリンクではなく思考・感覚を接続する）を展開することで守護機士最強と云われる本来の力を取り戻すことができる。両肩に盾を装備しており、防御と力に長けている。ヒスイからは「青の盾野郎」と呼ばれる。
コランダーム (Kolan-Dhalm)
声 - 金田朋子
コマ型の結晶に乗ったジョーカー型機械人。常にクリードの周りを無邪気に笑いながら飛び回っている。コランダームの全ての感情は「好奇心」で左右されており、面白そうなものを優先してしまう。コランダームによると体重はスイカ2個分の重さだが、コマを合わせると象一頭分（約一トン）にもなる。また、チャームポイントである縦ロールは毎朝1時間かけて巻いているらしいが何故か取り外しが可能。クロアセラフ、クリノセラフ同様、製作者はユウサイト博士。
DS版では条件を満たすと援護攻撃キャラクターとして使用できる。

### 帝国関係者
パライバ・マリン・ド・レ
声 - 能登麻美子
湖上都市で出会う、悲しみを内に秘めていた不思議な女性。実はマクス帝国の現皇帝であるが、帝国軍とバレイア教団の権力争いの道具とされつつある。幼馴染であるカルセドニーに好意を抱いており、王族の宝である「緋眼石（ゼロムストーンと同じもの）」をペンダントにして彼に贈っている（PS Vita版ではこの流れは削除され、ペンダントは初めからパライバが自分で所持していた）。騎士の使命に忠実すぎる彼をいつも気にかけている。また、あるサブイベントでは、カルセドニーに「おやすみのキス」をされていた。シングからは「今まで会った中で一番きれいな人」と言われており、作中でもかなりの美人であることがうかがえる。
まだ若年であることもあり皇帝としての自分に自信が持てず、マクス城の中で居場所を見つけられないでいる。城がゼロムに攻め込まれた際にはグロシュラーによってペンダントが返却されたことでカルセドニーに見捨てられたと思い込み、その絶望からゼロムに憑りつかれてしまう。その際、側にいたグロシュラーとラブラドも巻き込まれている（緋眼石のペンダント同様、PS Vita版では絶望からゼロムに憑りつかれる流れなどはカットされ、グロシュラーとラブラドを巻き込まずにゼロム化しており、二人にも攻撃をしている）。その後カルセドニーが体を張って説得、及び告白したことにより自我を取り戻し、民衆の前で演説を行ったほかラブラドらにも凛とした口調で指示を下した。以降はマクス城にて執務に励んでいる。
シングたち一行や、別荘に仕えているメイドのキャシティ（声 - 倉田雅世）、執事のアレクからは「マリン様」の名称で呼ばれ、カルセドニーなど帝国関係者からは「パライバ様」と呼ばれている。
アイザック・シルバ
声 - 堀内賢雄
イネスと顔見知りの「便利屋ガネット」と呼ばれる運び屋商人。様々な場面でシングたちの手助けをしてくれる。その正体は帝国軍ソーマ特務部隊の隊長（大佐）で士官学校時代のイネスの先輩。かつて自らの過ちにより妻パールを失い、愛娘ラピスも寝たきりになってしまう。帝国の体制に絶望し、インカローズにそそのかされクーデターを起こそうとするが、シングらに阻止されイネスと和解する。しかしその直後にインカローズによって殺されてしまう。ソーマは槍型。
グロシュラー
声 - 梁田清之
帝国軍上将。教会とソーマの事を毛嫌いしており、強硬な手段で教団を弾圧した。ある時期に彼にスピルリンクすると、実はかなり熱血漢である事がうかがえる。パライバのことも当初は自身が権力を得るための道具として利用していたが、自信を取り戻した彼女の命を受けた際には粛々とそれを受諾している。
コーネルピン
声 - 塩屋浩三
帝国軍少将。自らを「大天才」と称し、自分以外を「愚か者」と見なしている自己顕示欲の塊のような人物。ゼロム憑依兵を使いクーデターを画策、自らゼロム憑依兵となるがシングらに倒される。イネスとは面識があり、彼女曰く「モロキュウでアボカドなピーマン野郎」とのこと。ヒスイからは「素敵な髪型野郎」と呼ばれている。
ジオ・ストリーガウ
声 - 石井康嗣
帝国軍ソーマ特務部隊の大尉。シルバの腹心だが、その本性は拷問好きで残忍な性格。他人のスピルーンを収集する悪趣味なコレクター。インカローズを介しクリードと通じており、シルバがクーデターを起こすよう仕向けるべくラピスのスピルーンを奪った。PS Vita版では関連イベントが省略されているが、溺愛するあまりスピルーンには幼児語で話しかける癖があり、スピルーンを集める趣味は実の母親から気持ち悪がられていた。ストリーガウ本人によると「ママのスピルーンは醜く真っ黒で汚い石ころだ」と言っている。背部からドリルの様な武器を繰り出す鎧型のソーマを使う。
ジルコニア・ド・レ
声 - 飯塚昭三
マクス帝国の前皇帝にしてパライバの大叔父。クリードの前の宿主であり、彼への恐怖と帝国統一のために犯した所業への後悔からスピリアを病み寝たきりになっている。世間的には17年前に死亡したことになっているが、テクタと共に辺境の村に隠れ住んでいる。
テクタ・ド・レ
声 - 田中秀幸
ジルコニアの息子であり、元帝国第一皇子。彼をクリードから解放するためにゼクスらと共に戦ったことがあり、現在はスピリアを閉ざしてしまった父親の世話をしながら医者として働いている。杖のような形をした刀剣型のソーマを所有しているが、クリードとの戦いによる損傷からスピルリンク機能が故障している。とあるイベントにてシングにゼクスが編み出した技を伝授することになる。
昔は責務に追われていたのと、物心付いた頃から父がクリードに乗っ取られていたために名前も呼んでもらえず、寂しさから反発してグレていて、道行く人にソーマを振り回していたらしい。
モルガ
声 - 飯塚昭三（PS Vita版）
コーネルピン指揮下の老軍曹。統一戦争時代の自らの行いを悔いている。後にゼロムを憑依させられて怪物と化し、シングたちと戦うこととなる。コーネルピンに八つ当たりされそうになったコハクの身代わりになる等の優しさを見せる。イネスの奇襲を見抜く腕の持ち主でもある。
PS Vita版では怪物化に至るシナリオ自体がカットされており、ゼロムに憑依されてクンツァイトに攻撃された後の消息は不明。
プレーナ
帝国軍大尉。イネスの士官学校時代の親友であり、彼女もまたシルバに想いを寄せていた。イネスが自分の想いに気付いて身をひいたことをよく思っていない。その後、思念石砲のために強力な炎雷爆薬を開発した。飼猫のプラッタとは子供の時から一緒にいる。PS Vita版ではプラッタを含め彼女に関連するイベントが全て削除されているため、キャラクター自体が存在しない。

### パーティーキャラクターの親族
ゼクス・メテオライト
声 - 麦人
シングの祖父で、男手ひとつで彼を育て上げた。クリードの封印のこともあり「強いスピリアを持て」と教えを説いていたが、コハクらを追ってきたインカローズの攻撃から彼女らを庇って重傷を負い、ヒスイの治療の甲斐なく命を落とす。様々な格言を遺しており、シングも劇中で度々口にしているが、大半は女性のことばかり。シングによれば料理も得意だったようで、特にアクティブタの角煮が最高だったとのこと。PS Vita版におけるソーマは巨大な斧。
ドナ・メテオライト
声 - 佐藤利奈
ゼクスの娘でシングの母親。女性と思えないほどがさつで、言葉遣いも下品だが、大切なもののために自分が傷つくことや死ぬことを厭わないスジの通った真っ直ぐで強いスピリアの持ち主で、誰からも慕われていた。グレていた当時のテクタをゼクスと共に鉄拳制裁して改心させたことがあり、テクタ曰く「ダイヤモンド以上のゲンコツ」で、テクタを使い走りにして大好物の焼きそばパンを買いに走らせ、3分以内に帰って来なければ関節技で締め上げたらしい。酒豪でもあり、酔った勢いで帝国軍に喧嘩を売り、一個中隊を叩きのめして全員土下座させたことがある。
17年前に父や仲間と共にクリードと戦い、死闘の果てに敗れる。その際、クリードに胎内にいたシングのスピリアに侵入され、それを一人で封印して退けようとしたが完全に封じることはできず、その反動で感情を失った。しかし、ただひとつシングへの「愛情」だけは残り、シングを出産した後に病に倒れる。最期までシングのスピリアはクリードには負けないと信じ続けていた。死後、彼女のソーマ「エルロンド」は祠に奉られていたが、インカローズと戦う手段を求めたコハクが受け継いだ。コハクたちの母親アイオラ共々、夫の存在については語られていない。
アイオラ・ハーツ
声 - 山口由里子
17年前までリチアの宿主だったコハクとヒスイの母親。バレイア教で巫女をしていた。ゼクスやドナ、テクタ、ラブラドとは親友同士で、ドナの素行の悪さは否定しないが、それは友としての信頼の現れでもある。真面目で口うるさく融通が利かなかったらしいが、誰より優しく、人を見かけだけで判断しない誰からも愛される人物だったという。
カルセドニーのソーマ「バルハイト」の元々の所有者で、コハクを身籠ったままでのクリードとの戦いで敗れた。攻撃を受ける瞬間に、胎内にいたコハクのスピリアの中にリチアを移し命を救ったが、自分はスピルーンを砕かれてしまい、その後バレイア教迫害の末に故郷へ戻り、コハクを産んですぐに亡くなった。
シーラ・ハーツ
声 - 山口由里子（PS Vita版）
アイオラの妹でコハクとヒスイの保護者。リチアのことを里の創立者として崇め、「リチア様」と呼んでいるが尊敬の意はなく、何より最愛の姉・アイオラが死ぬことになった元々の原因であり、さらに姉の忘れ形見であるコハクをも危険な目にあわせようとするリチア、手を掛けた里の外の世界に暮らす人間、形見のソーマを没収した教会・結晶騎士など、とにかく姉に関連する存在を心底憎んでいる。それらが一度に現れる形になったシングたち一行に最初は非協力的で殺そうとまでしていたが、コハクやヒスイの説得、シングの真っ直ぐなスピリアに打たれ、和解した。里長として普段は厳格な態度を崩さないが、興奮すると口調が訛る。得意料理はマーボーカレー。
ヘリオ・ベニト
声 - 堀越真己（ドラマCD）
ベリルの祖母。両親を事故で失ったベリルを一人で育て上げた。かつてはバレイア教団の救護院で働いていたことがあり、教団では多くの人に名が知られている。宮廷画家を目指し、夢を叶えた今は亡き夫のことを誇りに思っている。最近は目の調子が悪い。得意料理はピーチパイ。
ベルル
本作マスコットの1匹。ベリルが家で飼うペット･黒雲羊モクゥ。雲羊モクゥは本来白毛だが原産地･ブランシュで2頭居ない珍しい黒雲羊。シングがベリルを間違え呼称した際の名前でも有る。静電気が酷く顰蹙を買い中々毛刈りさせなかった。その為ベリルが近付く度に静電気を放ち苦手にされる。実はその理由がベリルに好意を抱いてる為で裸を見られたくなかったから。ところが実は雌でベリルから言われ初めて自分の性別を知られショックを受けてしまうが自分が雌だと知られるや否やあっと言う間にシングに鞍替えしてしまう。その恥じらいと現金さは或る意味非常に乙女。
シンハラ・ベニト
ベリルの祖父にして、皇帝時代のジルコニアに最も寵愛されていた筆頭宮廷画家。代表作の絵「宝石姫の肖像」は、絵の中の女性にスピリアが宿ると称される国宝。ベリルが生まれてすぐ、事故で両親が亡くなった際に故郷に帰らなかったことから、家族を捨てたと思ったベリルは彼のことを嫌っていた。しかしシンハラが故郷に帰らなかったのは、前皇帝に幽閉され「宝石姫の肖像」を書くように強制されていたためだった、というのが事実。連絡もなしに突然帰郷した彼は前述の絵を描き始め、描き終えると同時に息を引き取ったとされる。
故郷のブランジュには彼が残したアトリエがあり、そこには彼が死に際まで描き続けた家族の絵が置かれている。自分の夢を支えてくれた家族と故郷への愛情を感じさせる作品で、絵の中にはスピルメイズが存在する。

### その他のキャラクター
アラゴ
声 - 水内清光（ドラマCD・PS Vita版）
ベリルの師匠。性格はゼクスにそっくり。ベリルの発言によるとティエールはアラゴから譲って貰ったものである。サブイベントでシンハラと同一人物であるようなことがほのめかされているが、明言はされていない。
ラピス
声 - 鈴木真仁（PS Vita版）
シルバの一人娘。数年前の実験中の大砲の暴発によって大怪我を負い、そこでスピルーンを取られ、ずっと眠り続けている。ストリーガウを倒した後、ラピスのもとにスピルーンを届けると目覚める。イネスを「イネスちゃん」と呼び、目覚めた当初は混乱のあまり彼女を拒絶したが、イネスが身を挺して自分を守ったこと、そして両親や自分のことを今でも大好きだと告げたことで和解した。好物は生前の母親がよく作ってくれていたという「三色ピザ」。
アーメス・ウォン
声 - 水島大宙
ユーライオの闘技場で最も人気がある、キザでナルシストな男性。英語を含んだ言い回しを好み、飛空船を所持している。武器は鞭と投げナイフ。始めは飛空船の資金を集めるために卑怯な真似を堂々としたり、懸賞金目当てで軍に追われていたシングたちを売り渡したりする等の行動をとっていたが、軍に飛行船を没収されてからはシングたちに協力する姿勢を見せるようになる。ただしPS Vita版では飛行船に関するイベント自体が省略されている為、シング達に協力する展開もカットされている。飛空船を製作した第一人者、マイカ・ツィマーという女性とは幼馴染の関係。
DS版の作中ではフルネームは明らかにならず、「アーメス」とだけ表記される。
チェン・コラーロ
声 - 秋元羊介
海運ギルドを統べる男。大人（ターレン）と呼ばれている。人を信じない性格で、若かりし頃には画家になるという夢を持っていたが、利き腕に怪我を負ったことがきっかけになりその夢を諦めて商人となり、皮肉にもそれが大成功を収めて現在の地位を手に入れた。
エカイユ
声 - 彩木香里
チェンの秘書で、イネスに引けを取らないグラマーな体格を持つ。行き倒になっていたところをチェンに助けられている過去がある。アーメスの探している幼馴染マイカ・ツィマーは彼女のことだが、当の本人は事故によるショックでアーメスとの過去を忘れてしまっている。後にサブイベントをクリアすると記憶を取り戻す事もできる。
サンゴ・コラーロ
声 - 佐藤利奈（PS Vita版）
チェンの娘で船乗り。船乗りとしての腕は確かだが船扱いがかなり荒いため、乗船するたびにヒスイやベリルは船酔いしている。後に船はシングたちが買い取り、シングたちのことを「オーナー」と呼ぶようになる。男性船員の中には、彼女に心酔する者も少なくはないらしい。寝るときには人形のトクナガ（『テイルズ オブ ジ アビス』のアニスの人形）がないと眠れないらしい。チェンからお見合いの話を度々振られるが、全て蹴り返している。
アン
声 - 門脇舞以（PS Vita版）
ストーリー途中で出会う少女。両親を大切に思っている。まだ幼いため、クンツァイトのことを「クンチャイト」と呼ぶ。一度クンツァイトに見捨てられて彼を嫌った時期があったが、彼女がクンツァイトに放った皮肉に対する彼の素直な言動に心を打たれ好意を抱く。
PS Vita版ではクンツァイトに見捨てられる展開自体が削除され、結婚という行事を愚かだと言ったクンツァイトに怒っていたが、すぐに謝罪しているという展開になっている。
オーブとシンディ
声 - 水内清光（オーブ）、堀越真己（シンディ）
行商人の夫婦で、アンの両親。正式な結婚式を挙げるためエストレーガへ向かっていたところを、シングたちと知り合う。その後もシングたちを助けたり、助けられたりしている。ある条件を満たせば、2人の結婚式を見ることもできる。
カイア
コハクとヒスイの故郷の少年。コハクに懐いていて、コハクの部屋のことや好物も知っている。コハクたちがノークインに帰郷した際はコハクとペリドットを間違えていた。
スピン
ハミルトン孤児院の男の子。ペリドットに次ぐリーダー的存在で、他の子供たちの中では一番年上。体の弱いネルのことを常に気遣い、彼女の為に毎日三日月浜へ通い、ネルの病気が良くなるよう祈りを捧げていた。シングたちのことを「きょうかいのてき」と言っていたが、和解したあとはシングたちに協力している。
ネル
ハミルトン孤児院の女の子。病弱。シングたちを「きょうかいのてき」と呼ぶが、ところどころ敬語が混じるなど、本当の敵とは認識していない様子も見せる。ペリドットのような結晶騎士になることを夢見ているが、もしそれが叶わなかったらスピンのお嫁さんになると本人の前で告げている。
ウィンダム
DS版に登場する不思議生物。イーロイ類イーロイ目イーロイ科イーロイ属のイーロイ。タヌキと言われると怒る。シングにソーサラーリングを渡し、度々登場してはマーボーカレーを食べ、ソーサラーリングの能力を解放していく。クリア後、隠しダンジョンへ行くためのカギを握り、ストーリー中でもその面影を見せる。後に「イーロイを救う」という役目を終えて喋る必要もなくなったため、普通のイーロイに戻る。グラフィックからは判りにくいが、円い大きなメガネで白衣を着ており、肩から本を提げている。一人称は「小生」、語尾は「なり」。このメガネは『テイルズ オブ ジ アビス』のキャラクターであるジェイド・カーティスのもの。
PS Vita版ではウィンダムを含むイーロイが登場しないため、ソーサラーリングを渡す役目はガラドが担っている。
ユークレス
声 - 鳥海勝美
キュノスの天文学者。コハクのスピルーンの影響でデスピル病に侵されていたが、シングたちの手で治り、その後は恋人ウランと一緒に頑張っている。ウランを想うあまりストーカーまがいの行動までしているが、当のウランはとっくに気付いている。ガルデニア覚醒後はガルデニアの様子を事細かに観測し、町の人々に知らせたりしている。
リシア＝カトレイア
最初に作られたプロトゼロム。隠しダンジョン（重想空間ヘルウェルズ）に出現する隠しボス。生まれたばかりの頃、培養カプセルごしに見た美しいリチアに憧れて、ソーサラーリングとドルイドオーブの力により自身の思念を具現化させたヘルウェルズにて現実世界における3億年分の進化を遂げてリチアの姿となる。シングたちに敗北するとリチアの姿がくずれ、消滅する。秘奥義を使用すると本来の醜い怪物の姿になる。DS版のみに登場。
テツ＝ハガネ
DS版に登場する三つの罪を背負った謎の男。ソーマ使いではないが強い。「三つの罪を背負う者」と自称して帝国軍本部の牢獄に勝手に住み着いている。とあるアイドルたちが着用していた服を作っており、条件を満たすともらえる。ある条件を満たすと援護攻撃キャラクターとして使用できるが、攻撃で時々武器が手からすっぽ抜けて不発になることがある。武器は大きな釘の形をした「クイルバンカー」。スタッフ曰く、「今作の裏マスコット」。
PS Vita版ではポスターに描かれている人物としてのみ登場。
ジェントル
ストーリー終盤になると戦えるようになる、4人の謎の紳士。見た目はひょろひょろしているがステータスが桁外れに高く、さらには上級思念術まで使用する。4人それぞれがバンダイナムコゲームスの別ゲームを思わせる専用技を使う。それぞれ別のスピルメイズに現れ、その後なぜかその4人で「紳士倶楽部」を結成、誰の紳士が一番強いか言い争っている。なお、彼らを倒して得られるガルドや経験値は、「ナムコ(765)」の語呂合わせを用いた76500になっている。
雲羊モクゥ（くもひつじモクゥ）
本作マスコットの羊。雲羊と言う名前が白毛が雲の様に見える事が由来。上質な羊毛クラウドウールが取れる羊でブランジュだけ家畜で飼われる。一見豊富な毛が有る様に見えるが実は体積の殆どが肉と皮下脂肪で肝心な毛が僅かで短毛でメタボリック種。幾ら質が良い毛が取れても牧羊と毛刈り労力が見合ってるかと言えば疑問が付く事が否めない。極稀に全身真っ黒希少種発生される事が有るが静電気が激しく敬遠される。その全身真っ黒希少種雲羊モクゥ･ベルルがベリルのペットで飼われる。くしゃみが『モックション！』。

### ゲストキャラクター
DS版
特定のアイテムを入手することにより、援護キャラクターとして使用することができる。キャラクター音声は用意されていない。
アーチェ・クライン
『テイルズ オブ ファンタジア』より登場。
スタン・エルロン、ルーティ・カトレット
『テイルズ オブ デスティニー』より登場。
リッド・ハーシェル
『テイルズ オブ エターニア』より登場。
ロニ・デュナミス、ジューダス
『テイルズ オブ デスティニー2』より登場。
ロイド・アーヴィング、プレセア・コンバティール
『テイルズ オブ シンフォニア』より登場。
マオ、ティトレイ・クロウ
『テイルズ オブ リバース』より登場。
セネル・クーリッジ
『テイルズ オブ レジェンディア』より登場。
ジェイド・カーティス、アニス・タトリン、ガイ・セシル、ナタリア・ルツ・キムラスカ・ランバルディア
『テイルズ オブ ジ アビス』より登場。ガイのみ闘技場にて戦闘可能。
カイウス・クオールズ、ルビア・ナトウィック
『テイルズ オブ ザ テンペスト』より登場。
ルカ・ミルダ、イリア・アニーミ
『テイルズ オブ イノセンス』より登場。
ユーリ・ローウェル
『テイルズ オブ ヴェスペリア』より登場。
ギルガメス
『ドルアーガの塔』より登場。
ワルキューレ
『ワルキューレの冒険』より登場。
ワギャン
『ワギャンランド』より登場。
三島平八
「鉄拳シリーズ」より登場。
クロノア
「風のクロノア」より登場。デザインはWii版『風のクロノア door to phantomile』のものとそれ以前のものの2通りが用意されており、ランダムで切り替わる。
KOS-MOS
「ゼノサーガシリーズ」より登場。
高槻やよい
『アイドルマスター』より登場。

PS Vita版
パスカル、ヒューバート・オズウェル
声 - 植田佳奈、水島大宙
『テイルズ オブ グレイセス』より出演。それぞれトロとクロの着ぐるみを着て闘技場に参戦する。

## 開発
「据え置き機並みのボリューム」「新しいマザーシップタイトルを携帯機で、そしてテイルズ オブ デスティニー（リメイク）をDSで再現」が開発スタート時のコンセプト（平均クリア時間は45時間）。開発は2006年冬から行われており、期間は約2年。
キャラクターデザインはいのまたむつみが担当。オファーがあったのは『テイルズ オブ イノセンス』の作業中だったことから本作と平行作業となり、いのまたは「頭の切り替えが大変だった」と語っている。
プロデューサーの馬場英雄によればCGムービーエディションが用意されたのは新たな表現の模索のためで、あえてユーザーが考えなかったであろうCGでの表現に踏み込んだ。CGムービー制作は白組で、PS2版『テイルズ オブ デスティニー』でのイベントムービー作成が本作での起用に繋がったとされる。アニメーションムービーの制作はProduction I.G。
2Gbit（＝256MB）のDSカードが採用されており、これは『テイルズ オブ イノセンス』の倍の容量となる。
主題歌はDEENの「永遠の明日」。DEENにとっては『テイルズ オブ デスティニー』の「夢であるように」以来となる提供曲。オープニングムービーに流れるものと原曲では、音程に若干変更がある（ムービーのほうがキー1つ分高い）。

## プロモーション
アニメムービーエディション・CGムービーエディションともに初回予約特典が同時発売された。アニメムービーエディションはドラマチックDVD、CGムービーエディションはビジュアル&オリジナルサウンドトラックDVDが同梱されている。
ビバハートフル! テイルズ オブDVD -ハーツチャンネル篇-
アニメムービーエディションの予約特典DVD。チャットドラマ「あつまれ!テイルズ☆パーク」、テイルズ オブ フェスティバル2008 「テイルズ オブ ハーツ」ステージ映像、OPムービー（アニメVer.）、『テイルズ オブ グレイセス』PV、『FRAGILE 〜さよなら月の廃墟〜』PVが収録されている。
チャットドラマ「あつまれ!テイルズ☆パーク」
実写企画第2弾で子供番組風のチャットドラマ。シングを演じる柿原とコハクを演じる井上を司会としてシング、コハク、更に前回の実写企画を請け負ったユーリ（『テイルズ オブ ヴェスペリア』 / 本音の鳥海浩輔）と共に番組の進行をする。また各コーナーにてルカ（『テイルズ オブ イノセンス』）、エミル（『テイルズ オブ シンフォニア -ラタトスクの騎士-』）、ルーク、アッシュ、ガイ（以上3名『テイルズ オブ ジ アビス』）、バルバトス（『テイルズ オブ デスティニー』）が登場する。

## 評価
DS版はエンターブレイン調べでは初週で141,610本を販売（アニメ、CG合算）し、『テイルズ オブ イノセンス』の初週売上10.6万本の記録を上回った。アスキー総研調べでは初週には推定13.7万本を販売し、内訳はアニメ版が12.2万本、CG版が1.5万本だった。
GAME Watchでは「据え置き機のシリーズの基準を満たす秀作」と評価された。

## テイルズ オブ ハーツ R
2013年3月7日にPlayStation Vitaから発売された、『テイルズ オブ イノセンス R』に続く「リ・イマジネーション」（再構築）作品。略称は「TOHR」。
2012年12月25日からは体験版が配信開始。全パーティーキャラクターを使用できるほか、体験版のセーブデータがメモリーカード内にあると、製品版でシング・ヒスイ・ベリル・ガラドの水着衣装をゲーム開始時に使用できるようになる。
『週刊ファミ通』のクロスレビューでは40点満点中34点でゴールド殿堂入りを獲得した。『電撃PlayStation』のレビューでは400点満点中340点を獲得した。

### DS版との違い
グラフィックは2Dから3Dに変更、メインシナリオはフルボイス化され、ノンプレイヤーキャラクターだったカルセドニーおよび、新キャラクター・ガラドがパーティーに参加する。セリフはDS版のシナリオを担当した山本尚基と、『テイルズ オブ イノセンス R』でもシナリオの再構築を行った前田圭士が共同で見直している。また『テイルズ オブ イノセンス R』ではサブイベントがイラストで表現されるという演出があったが、これが好評だったため本作にも採用された。BGMは全てアレンジされており、新規楽曲も追加された。
全体的なストーリーはDS版とほぼ同じだが、修行でゼクスに勝つことができず、使えないように隠してあったソーマをシングが勝手に持ち出すという描写が、PS Vita版ではゼクスとの修行に勝ち、ソーマを与えられるシーンから始まるほか、海岸でコハクとヒスイが別々に漂流しているなど、一部の設定やストーリーの流れはDS版と異なる。
また、スキットやサブイベントなど、DS版にはなかった追加要素も多数あるが、バイロクスとペリドットの説得シーン、ヒスイの一人旅イベント、ラトウィックの森のイベントなどを始め、DS版にはあったイベントやDS版のPVで使用されていたセリフなどが大幅にカット・改変されており、DS版では他のパーティーメンバーの視点となっていた選択肢スキットは全てシング視点に変更、一部キャラクターのセリフがガラドやカルセドニーのセリフに変更されているなど、削除・変更されている部分も多い。
スピルメイズのリンクカウンターや治癒石のシステムが無くなり、新しく料理システムが追加された。後述の通りバトルシステムやソーマビルドのシステムなども大幅に変更されている。また、DS版では高度を持って飛翔していたカルセドニーがプレイヤーキャラ化したことで、地上からわずかに浮いて飛翔している形に変更されている。
ゲーム中のムービーは全てアニメムービーエディション版のものであり、新たに追加されたムービーもある。

### システム（PS Vita版）
戦闘システム
名称は「ARC-LMBS」（エアリアル・チェイス-リニアモーションバトルシステム）。2Dから3Dに変更され、戦闘参加人数は最大3人から4人に増加している。条件を満たすと操作キャラクターが「チェイスリンクモード」となり、敵を打ち上げる「ブレイク攻撃」、吹き飛ばした敵に一瞬で追いつくことができるようになる「チェイスムーブ」などを使って、一方的に敵を攻撃し続けることが可能になる。敵に止めの一撃を与える「チェイスフィニッシュ」、仲間と協力して攻撃を行う「クロスチェイス」も発動可能。一定時間が経過するか、「チェイスフィニッシュ」を発動すると終了する。また、「スピルドライブ」という従来の「オーバーリミッツ」に似たシステムが導入。画面左には「スピルドライブゲージ」が表示され、戦闘中にこれを一定まで上昇させるとレベルが上がり、それに応じた副次効果を一定時間もたらす「スピルドライブ」の発動ができる。ゲージがレベル3に達していると秘奥義を、4では2人のキャラクターによる合体秘奥義の発動ができるようになる。ボス敵も一定量HPが減ると発動し、一部のボスは秘奥義を使用する。術技の使用には、術技ごとに一定数消費する「TP（テクニカルポイント）」と、術技ごとに1だけ消費する「TC（テクニカルカウンタ）」が必要となる。
ハード移行に伴い、援護技や合体技は廃止され、ゲストキャラクターにまつわるアイテムの入手イベントは削除と変更が加えられている。
『イノセンス R』に倣う形で、術技の見直しが行われ、エンカウントも同様にシンボルからランダムエンカウントに変更された。
ソーマビルド
レベルアップ時に得られるソーマビルドポイント (SBP) を、「闘志・信念・根性・忍耐・キャラクターごとの固有のもの」の5つのパラメータに振り分けて強化するというものとなっている。ソーマエボルブはその形態自体がひとつの装備としての扱いになり、装備変更で別の形態に付け替えることが可能。イベント、戦闘時のグラフィックも装備形態によって変化する。また、サブイベントでのみ入手可能な特殊なソーマも存在する。
その他
治癒石は廃止され、従来の料理システムが導入された。
衣装・アタッチメントの追加。着せ替えがステータス画面で変更が可能になった。

### ダウンロードコンテンツ
以下のほか、アイテムやゲーム内通貨などを販売している。
- 2013年3月7日配信[31]
  - 執事・メイド衣装 - 男性キャラクターが執事、女性キャラクターがメイド姿になる。
  - 歴代「テイルズオブ」風衣装 - 以下のシリーズキャラクターの衣装になり、戦闘BGMもその作品のものに変化する。
    - シング - カイウス（テイルズ オブ ザ テンペスト）
    - コハク - マルタ（テイルズ オブ シンフォニア -ラタトスクの騎士-）
    - ヒスイ - スパーダ（テイルズ オブ イノセンス）
    - ベリル - パティ（テイルズ オブ ヴェスペリア）
    - イネス - ジュディス（テイルズ オブ ヴェスペリア）
    - クンツァイト - ラピード（テイルズ オブ ヴェスペリア）
    - カルセドニー - ユグドラシル（テイルズ オブ シンフォニア）
    - ガラド - マリク（テイルズ オブ グレイセス）

  - 水着2衣装 - 水着姿になり、合体秘奥義のカットインも変化する。
  - カスタムセット - ゲーム内で入手できる衣装の一部。
- 2013年3月14日配信[32]
  - アイドル衣装
  - 学園衣装

### 初回特典（PS Vita版）
初回封入特典として、アクションRPG『テイルズ オブ ハーツ R インフィニット エボルブ』をダウンロードできるプロダクトコードや、『テイルズ オブ キズナ』・『テイルズ オブ ザ ワールド カード エボルブ』・『テイルズ オブ ザ ワールド ダイスアドベンチャー』で使用できるカードが同梱される。また、デザインクロックアプリ『テイルズ オブ ハーツ R クエスト クロック』のプロダクトコードなどが同梱される『テイルズ オブ ハーツ R LINK Edition』が同時発売される。

#### インフィニットエボルブ
DS版のドット絵を使用したアクションRPG。シングとコハクを操作し敵との戦いを繰り広げるという内容で、歴代シリーズのキャラクターの参戦や、スペシャルスキット閲覧という要素がある。

### 開発（PS Vita版）
開発は『テイルズ オブ イノセンス R』と並行して行われており、メンバーも一部重なっている。
ディレクターの直井啓訓は、『テイルズ オブ ザ ヒーローズ ツインブレイヴ』の開発が一段落した後、プロデューサーの大舘隆司や制作プロデューサーの村北美夏に、戦闘部分を担当して欲しいと頼まれて参加した。『ツインブレイヴ』でのシングとコハクのコンセプトが「元気に跳ね回ること！」だったため、直井は2人がどこまで元気に跳ね回れるかというイメージを膨らませた。そして吹き飛ばした敵にシングがものすごい勢いで追いつくというシーンが浮かび、チェイスリンクというシステムに繋がった。開発途中には、『イノセンス R』のキャラクター・ルカを使用し、チェイスリンクのテストを行った。

### 海外版
北米では2014年11月11日、欧州では2014年11月14日発売。音声は日本語のままで、字幕が付いている。

## 関連作品

### 漫画
テイルズ オブ ハーツ
『テイルズ オブ マガジン』Vol.4 - 10に掲載。作画は菅野わこ。シングたちがコハクのスピルーンを探しに旅に出る場面までを描いている。
テイルズ オブ ハーツ パロディマンガ みんなのH。
『テイルズ オブ マガジン』Vol.9 - 14に連載。作画は里井アヤト。4コマ漫画作品。
テイルズ オブ ハーツ R 追憶のマリンブルー
『ビバ☆テイルズ オブ マガジン』2013年5月号・6月号に掲載。作画は無糖党。カルセドニーとパライバの過去を描いている。
ているず おぶ の食卓〜やさしさはんぶんこ〜
『ビバ☆テイルズ オブ マガジン』2015年11月号に掲載。作画は美月めいあ。ゲームに登場する料理「Sみそ焼きおにぎり」をテーマとする作品。
この他、アスキー・メディアワークスから『ハーツ』および『ハーツ R』のアンソロジーコミックがそれぞれ1巻刊行されている。

### ドラマCD
- テイルズ オブ ハーツ ドラマCD
  - vol.1「スピルーン四散」（2009年9月25日発売）
  - vol.2「いばらの森へ」（2009年10月21日発売）
  - vol.3「緋色の髪の魔王」（2009年11月25日発売）
  - vol.4「繋がる世界」（2009年12月23日発売）
  - vol.5「ねむり姫の詩」（2010年1月27日発売）

## 関連商品

### 書籍
- テイルズ オブ ハーツ 絆の書（2008年12月18日発売[38]）
- テイルズ オブ ハーツ 公式コンプリートガイド（2009年1月26日発売[38]）
- テイルズ オブ ハーツ パーフェクトガイド（2009年4月1日発売[39]）

### CD
- テイルズ オブ ハーツ オリジナル サウンドトラック

## 他シリーズへのゲスト出演
テイルズ オブ バーサス（2009年8月6日発売）
シリーズキャラクター共演作品。シングとコハクがプレイヤーキャラクターとして登場。
テイルズ オブ ヴェスペリア（PS3版）（2009年9月17日発売）
クリードの衣装がユーリのコスチュームとして登場。
テイルズ オブ グレイセス（2009年12月10日発売）
コハクが闘技場に登場。またベリルの人形が登場。
テイルズ オブ ザ ワールド レディアント マイソロジー3（2011年2月10日発売）
シリーズキャラクター共演作品。シング、コハク、ヒスイがプレイヤーキャラクターとして登場。
テイルズ オブ イノセンス R（2012年1月26日発売）
コハクとヒスイが闘技場に登場。
テイルズ オブ ザ ヒーローズ ツインブレイヴ（2012年2月23日発売）
シリーズキャラクター共演作品。シングとコハクがプレイヤーキャラクターとして登場。
テイルズ オブ ザ ワールド タクティクス ユニオン（2012年7月2日配信）、テイルズ オブ ザ ワールド レーヴ ユナイティア（2014年10月23日発売）
シリーズキャラクター共演作品。『タクティクス ユニオン』ではコハク、『レーヴ ユナイティア』ではさらにヒスイがプレイヤーキャラクターとして登場。
テイルズ オブ ザ レイズ（2017年2月28日配信）
シリーズキャラクター共演作品。シング、コハク、ヒスイ、イネス、ベリル、クンツァイト、カルセドニー、ガラド、リチア、クリード、フローラ、パライバが登場。